# Joseph l'Hymnographe
Joseph l’Hymnographe (en grec Ίωσὴφ ό ὑμνογράφος) est un moine et poète religieux byzantin, né en Sicile vers 816, mort à Constantinople le 3 avril 886. Partisan des images durant la crise de l’iconoclasme, il fut envoyé à Rome plaider la cause de leurs partisans. Capturé par des pirates au cours du voyage, il parvint à revenir à Constantinople où il fonda le monastère Saint-Barthélemy. Exilé par l’empereur en raison de son appui au patriarche Ignace, il fut nommé à son retour sacristain de Sainte-Sophie où il demeura jusqu’au moment où, sentant la mort approcher, il se retira dans un monastère. Appartenant à l’école poétique du Stoudios, il est surtout connu pour ses « canons », forme de poésie religieuse grecque qui succéda au « kontakion ». Il est reconnu comme saint par les Églises catholique et orthodoxe.

## Biographie
Ce que l'on sait de Joseph est tiré pour l’essentiel de la biographie ou Vita que lui consacra son successeur à la tête du monastère de Saint-Barthélemy, l’higoumène Théophane. Une grande part d’incertitude subsiste toutefois quant aux dates qui ont marqué les principaux évènements de sa vie. Une autre biographie parut au début du XIe siècle, écrite par Jean Diacre et dont l’attribution est incertaine et mainte information douteuse. Au début de l’ère des Paléologues, une autre Vie parut sous la plume de Théodore Padiasimos. 
Il est né probablement peu après 816 dans  une bonne famille ; son père s’appelait Photin et sa mère Agathe. En 831, les musulmans s'emparèrent de Palerme, et la famille dut fuir vers le Péloponnèse. Peu de temps après, Joseph se rendit à Thessalonique où il entra au monastère Tou Latomou et travailla comme calligraphe. Il fut ordonné prêtre par l'archevêque de la ville, possiblement avant l'âge canonique.
Ses talents attirèrent l'attention de Grégoire le Décapolite, ardent défenseur des images, qui vers 840 l’amena à Constantinople, où ils s'installèrent dans l'église Saint-Antipas, foyer d'iconodoules. Lors du retour de l’iconoclasme sous Léon V l’Arménien (empereur 813-820), il fut envoyé par Grégoire à Rome avec un message des iconodoules pour le pape Grégoire IV (827-844), mais il fut capturé par des pirates musulmans et incarcéré en Crète. Libéré grâce au paiement d'une rançon, (et selon son hagiographe grâce à une vision de saint Nicolas de Myre), il regagna Constantinople, où l'empereur Théophile  (empereur 829-842) était mort et l'iconoclasme abandonné. Grégoire le Décapolite ayant également rendu l'âme pendant son absence, il se réinstalla dans l'église Saint-Antipas avec un autre moine du nom de Jean l'Isaurien, également disciple de Grégoire (843-850). Après la mort de cet autre compagnon, il résida à l’église Saint-Jean-Chrysostome où il établit un atelier de copistes qui obtint un tel succès qu’après cinq ans il fut obligé de déménager (850-855).
C’est à ce moment qu’il décida de fonder un monastère où il  fit construire une église dédiée à l'apôtre Barthélemy, dont il avait apporté une relique de Thessalonique, et à Grégoire le Décapolite,. En 858, il prit parti pour le patriarche Ignace contre le césar Bardas, frère de l’impératrice Théodora qu’il accusait de cohabitation illicite, et le patriarche Photios, à la suite de quoi il fut exilé à Cherson,. Il put revenir en 867, après l’assassinat de Bardas et la prise du pouvoir par Basile le Macédonien. Joseph put alors reprendre la direction de son monastère, et sans doute parce que Sicilien d'origine, il fut chargé d'escorter les légats du pape Adrien II lors du concile de 869.
Quand le patriarche Ignace mourut (877), Photios fut rétabli ; il traita Joseph avec la plus grande considération et le fit nommer sacristain (σκευοφύλαξ) de la cathédrale Sainte-Sophie. En raison de son « don de discernement », Photios l’avait déjà nommé père spirituel et confesseur de ses prêtres. Peu avant sa mort, sentant sa fin prochaine, Joseph donna sa démission et se retira dans son monastère.
Joseph l’Hymnographe est reconnu saint par les Églises orthodoxe et catholique. Sa fête est célébrée le 3 avril par l’Église catholique romaine et l’Église orthodoxe de rite grec, et le 4 avril dans celle de rite slave.

## Œuvre
Joseph l’hymnographe occupe dans la composition des canons la place qui est celle de Romain le Mélode (Ve – VIe siècle) dans la composition des kontakia. 440 canons lui sont attribués dont la majeure partie figure dans divers livres liturgiques, notamment le Menaion,. Plusieurs centaines d’autres canons portent le nom « Joseph » en acrostiche mais seraient l’œuvre de Joseph de Thessalonique, frère de Théodore Studite, également auteur d'hymnes mais qui vécut une génération plus tard.
Eutychios Tômadakès établit ainsi la contribution de Joseph l’Hymnographe à la liturgie de son époque :
- Menaion : 385 canons et 9 kontakia ;
- Paraklètikè[N 5] : 68 canons ;
- Triôdion[N 6] : 6 canons et 34 triodes-tétraodes ;
- Pentèkostarion[N 7] : 2 canons et 24 triodes-tétraodes ;
- une demi-douzaine d’autres canons et 13 stichères[N 8] non compris dans les livres liturgiques.

On lui attribue en grande partie la mise en forme du Paraklètikè ou Octoechos, qui est dans l'Église grecque le livre liturgique contenant les offices de tous les jours de la semaine. Nombre de ses hymnes ont été traduits et adoptés en Occident aussi bien par les catholiques que par les protestants.

## Le «canon»
Influencé par la poésie syriaque, Romain le Mélode avait composé au VIe siècle de nombreux hymnes-sermons appelés kontakia, consistant en un certain nombre de vers dont la métrique était basée sur le nombre de syllabes et l’intonation ; on les retrouve dans l’Akathistos kontakion (recueil des hymnes composés en l’honneur de la mère de Dieu que l’on chantait debout — akathistos) de l’Église orthodoxe. 
En raison de sa complexité, cette forme de composition ne devait pas survivre. Dès le VIIe siècle, elle fut remplacée par une nouvelle forme d’hymne, le canon. Composé à partir des neuf cantiques bibliques, il était constitué de neuf odes ou hymnes correspondant à ces cantiques. Un acrostiche reliait les vers ou les odes entre eux. La neuvième et dernière ode était généralement consacrée à la Theotokos (Mère de Dieu) sur la base du Magnificat ou du Benedictus. Chaque ode était préfacée de son mode (ἧχοσ) qui donnait la note de départ. Suivait l’hirmos ou vers indiquant la métrique de l’ode et la mélodie qui lui correspondait.  
Créé selon la tradition par un moine de Palestine du nom d’André, lequel devait devenir évêque de Crête, le canon fut enrichi au VIIIe siècle par Jean Damascène et Côme de Jérusalem (cercle monastique de saint Sabas en Palestine). Joseph l’Hymnographe et Théodore Graptos (cercle monastique du Stoudion à Constantinople) en furent les principaux représentants au siècle suivant. Joseph parvint à donner une unité à ces différentes odes qui n’étaient au départ que la paraphrase des neuf cantiques en la transformant en méditation poétique sur un thème suggéré par chaque cantique. Ainsi l’ode 1 constitue une réflexion sur le chant de Moïse remerciant Dieu pour ses bienfaits.